# Comuna Miastko
Comuna Miastko (poloneză gmina Miastko) este o comună rurbană din powiat-ul bytowski, voievodatul Pomerania, din partea septentrională a Poloniei. Sediul administrativ este orașul Miastko. Conform datelor din 2016 comuna avea 19.882 de locuitori. Întreaga suprafață a comunei Bytów este 466,09 km².
În comuna sunt 28 de sołectwo-uri: Biała, Bobięcino, Chlebowo, Czarnica, Dolsko, Dretyń, Dretynek-Trzcinno, Głodowo, Kamnica, Kawcze, Kwisno-Szydlice, Lubkowo, Miłocice, Okunino-Kowalewice, Pasieka, Piaszczyna, Popowice, Przęsin, Role-Żabno, Słosinko, Świeszyno, Świerzenko, Świerzno, Turowo, Wałdowo, Wołcza Mała, Węgorzynko și Wołcza Wielka. Comuna învecinează cu patru comune ale powiat-ului bytowski (Lipnica, Tuchomie, Kołczygłowy și Trzebielino), o comună a powiat-ului słupski (Kępice), o comună a powiat-ului człuchowski (Koczała), o comună a powiat-ului szczecinecki (Biały Bór) și o comună a powiat-ului koszaliński (Polanów). Powiat-ele koszaliński și szczecinecki se află în voievodatul Pomerania Occidentală.
Înainte de reforma administrativă a Poloniei din 1999, comuna Miastko a aparținut voievodatului Słupsk.